# オニアザミ
オニアザミ（鬼薊、学名 Cirsium borealinipponense）はキク科アザミ属の多年草。

## 特徴
茎の高さは1m程であり、葉は深く裂け、縁にあるとげは鋭い。
花期は6-9月で、下向きに数個の花をつける。花（頭状花序）は筒状花のみで構成されており、花の色は紫色である。
総苞は粘る。花期にも根生葉は残っている。

## 分布と生育環境
アザミ属は、分布域が比較的広いものと極端に狭い地域固有種がある。オニアザミの分布域は比較的広く、北陸から東北にかけての日本海側の山地の草原に見られる。
基準産地は福島県会津地方。

## 画像

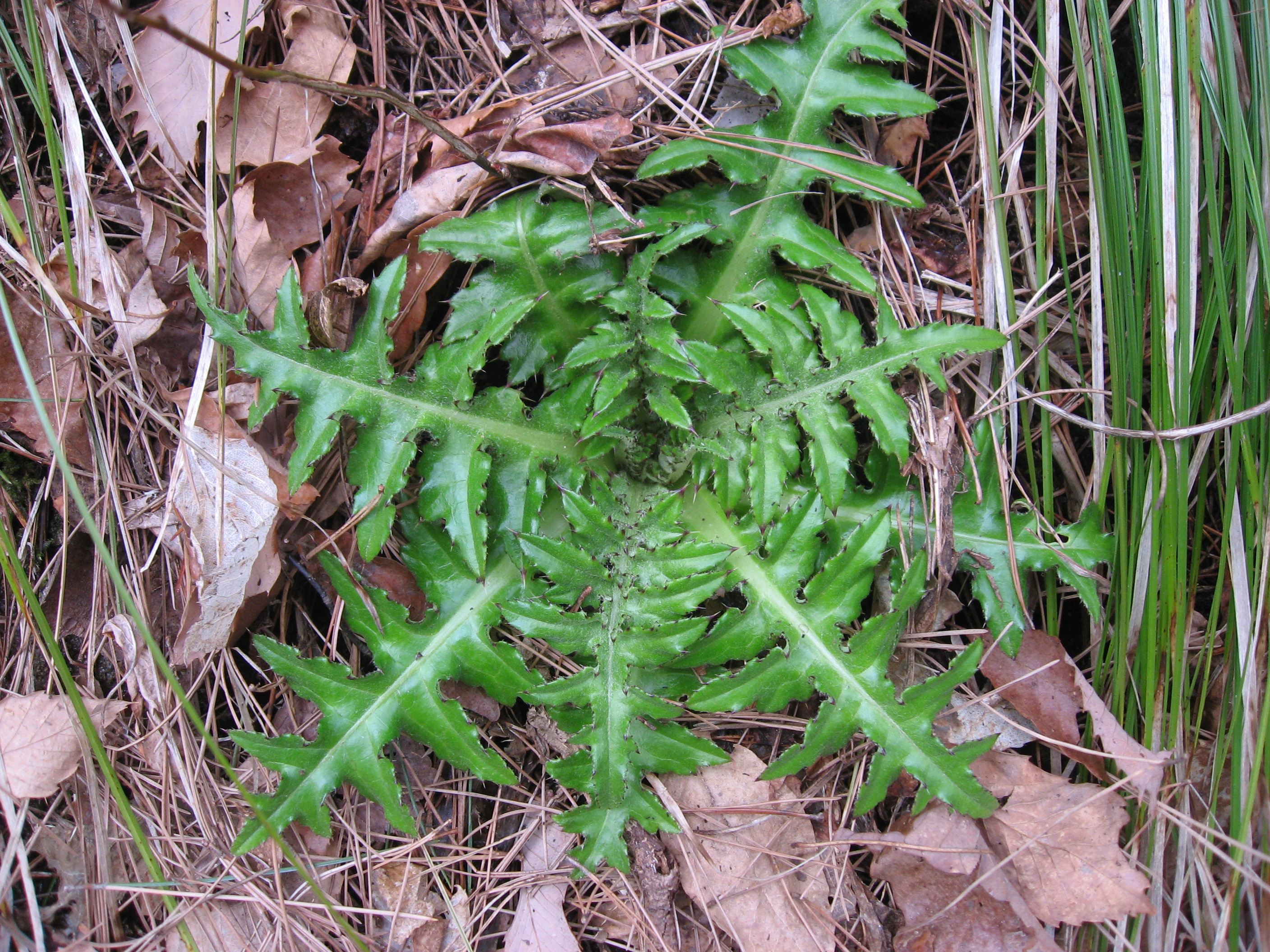
早春のオニアザミの根生葉
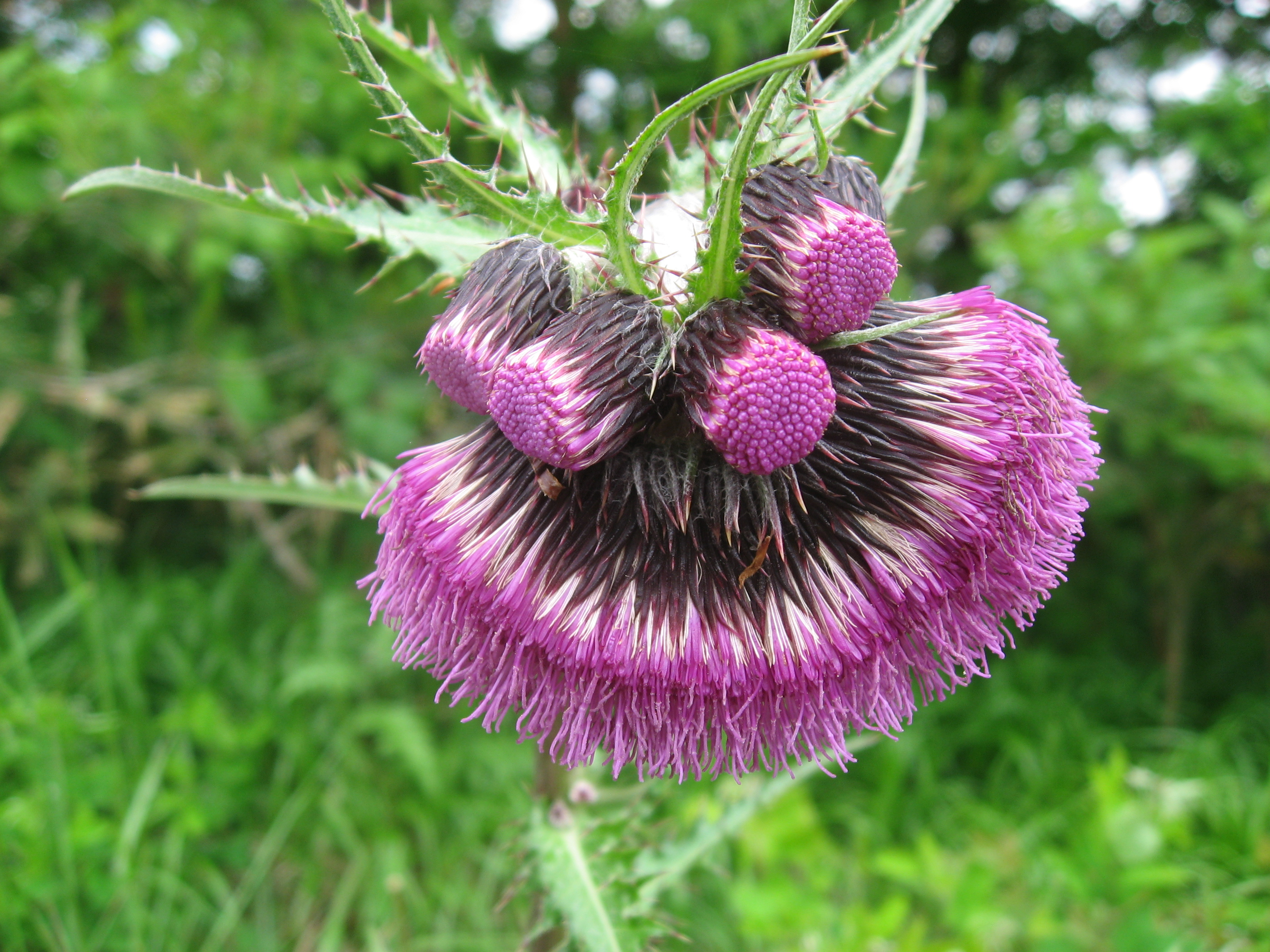
複数の頭状花序が合体して一体化した変形
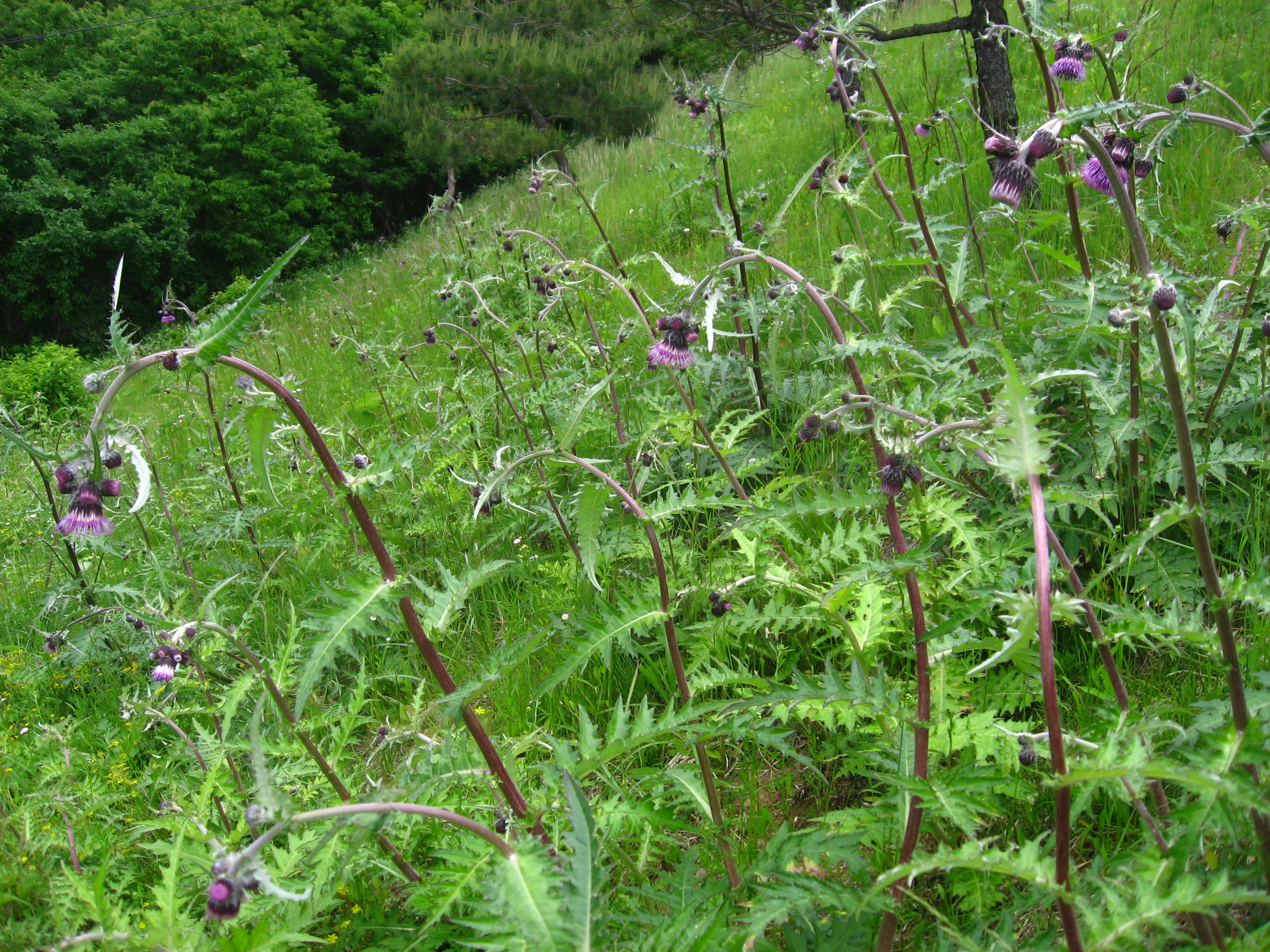
オニアザミの群生